# Эбебийин
Эбебийин (исп. Ebibeyín) — город в континентальной части Экваториальной Гвинеи, административный центр провинции Ке-Нтем. Находится на крайнем северо-востоке страны на границе с Габоном и Камеруном. Население — 29 963 человека (2008 год).
В 20 км к западу от города расположен Музей Эбебийина, где представлена традиционная скульптура народов страны и другие произведения искусства.